# Mikela Molina
Mikela Molina Arízaga (Cuenca, 17 de enero de 1993) es una ciclista de montaña ecuatoriana, que ha obtenido medallas sudamericanas y panamericanas representando a Ecuador, y pertenece al Plan de Alto Rendimiento que lleva adelante la Secretaría del Deporte.

## Biografía
Mikela Molina Arízaga nació el 17 de enero de 1993, en Cuenca, Ecuador. Desde los 5 años de edad se dedicó al deporte, primero en gimnasia, luego probó con otros deportes como patinaje, natación, escalada deportiva y tiro con arco, hasta que a los 12 años de edad empezó a incursionar en el ciclismo junto a su hermana Cristina de 14 años. Pero es su padre, Vicente Molina, quién es su entrenador, el que incentivó a Mikela a dedicarse desde los 13 años a la disciplina del ciclismo, llegando a los podios de los torneos infantiles nacionales, un año después, pasando sin ningún problema desde cadete hasta élite. Realizó sus estudios de Psicóloga Clínica en la Universidad del Azuay.

### Historial deportivo
Desde el 2005 ha sido campeona nacional en ciclismo de montaña y también ha conseguido títulos nacionales e internacionales en otras modalidades, como ruta y pista.
En 2007 ganó su primera medalla de plata internacional, en la modalidad de ciclismo de montaña del Latinoamericano de Colombia.
Tiene un récord de cinco medalla de oro en los Juegos Nacionales Juveniles de 2011.
En los Juegos Bolivarianos de 2013, en Trujillo, Mikela quedó en cuarto lugar en ciclismo de montaña.
En los X Juegos Sudamericanos de 2014, en Santiago, Mikela quedó en cuarto lugar. Terminó en séptimo lugar en el ODESUR de Chile.
En abril de 2016, luego de recuperarse de una fractura de tres meses en la clavícula a la altura del tercio distal, por lo que fue operada y colocada una placa de soporte, se estrenó en la categoría élite de la modalidad Eliminator, en el XX Panamericano de Ciclismo de Montaña, en Catamarca, Argentina, donde ganó la medalla de bronce, y no en la modalidad cross country olímpico, en la que es subcampeona panamericana Sub-23, debido a la lesión.
El 24 de septiembre de 2017 quedó en tercer lugar en el abierto de MTB de Argentina, en la categoría élite de damas, y quedó en primer lugar en el abierto de Uruguay.
En noviembre de 2017, Mikela ganó la primera medalla de plata para la delegación ecuatoriana en la categoría ciclismo de montaña en los XVIII Juegos Bolivarianos de Santa Marta, con un tiempo de 1 hora, 24 minutos y 41 segundos, luego de 6 giros por el circuito de 18 kilómetros.
En marzo de 2018, Mikela ganó en la categoría élite de la Primera Fecha del Campeonato Provincial de Ciclismo de Montaña en la pista El Calvario, del sector Tres Cruces, donde según el Departamento de Comunicación Social de la Federación Deportiva del Azuay, tuvo una asistencia de corredores récord, de 200 ciclistas. En la carrera hizo un tiempo de 57 minutos y 26 segundos, logrando clasificar a los Panamericanos de Ciclismo de Montaña. En el Panamericano de Ciclismo de Montaña en Pereira, Colombia, obtuvo el oro tras superar a la chilena Fernanda Castro y a la mexicana Anahí Hijar.
En abril de 2018, logró entrar en el top-ten y ganó la medalla de oro en "Eliminator", del Campeonato Internacional de Nariño, Colombia, con el que aseguró un cupo en los Juegos Panamericanos de Lima 2019.
En mayo de 2018, Mikela obtuvo el bronce en la categoría élite de dama, en el Abierto Across Internacional de Ciclismo de Montaña en la zona de La Calera de la ciudad Córdoba, Argentina, al quedar en tercer lugar con un tiempo de 1 hora, 34 minutos y 37 segundos.
El 26 de mayo de 2018, ganó la Vuelta a Cuenca Cube – Amarok, con un tiempo de 3 horas, 19 minutos y 47 segundos.
El 3 de febrero de 2019 participó en el torneo Nacional de Cross Country de ciclismo, en el que asistieron 65 de los mejores exponentes de nueve provincias. En el caso del Azuay, los más destacados y medallistas fueron Mikela Molina, quedando en segundo lugar en categoría Master, y William Tobay quedando en primer lugar, ambos coincidieron en el hecho que estas competencias sirven de preparación para los Panamericanos de abril y junio.
"No conozco mucho de mis rivales pero mi objetivo es buscar podio", expresó Mikela Molina el 22 de marzo de 2019, preparándose para participar en el MTB y, a su vez, para el Campeonato Panamericano. Consiguiendo logros en estas puede atribuir un pase a los Juegos Olímpicos de Tokio 2020, de la misma manera, expresa: "... Llevo 11 años en el ciclismo mi sueño a largo plazo es correr un mundial".
El 8 de julio de 2019, tras regresar de su participación en el Abierto Internacional C1 de Brasil, participó en Caballo Campaña y resultó ganadora en la categoría élite damas junto con Daniela Machuca.
Mikela Molina mencionó que el 2019 es el año más importante para  Ciclo Olímpico ya que en ese años se realizarán los Juegos Panamericanos.. “Tenemos Juegos Panamericanos y la posibilidad de clasificar a Tokio 2020…Es complicado, sí, porque prácticamente es un cupo para Latinoamérica, ya que casi todas las carreras puntuables para Juegos Olímpicos están en Europa y no podemos asistir, razón por la cual nos venimos preparando de la mejor manera…” afirmó Molina.
Si Molina logra conseguir su objetivo sería la primera vez que Ecuador logra clasificar en ciclismo de montaña.
Para concluir Molina  agradeció el apoyo de la empresa privada. “Agradezco al Team Specialized – Innova; Maxxis; Msportwear; Nutri Tienda y Bici Tienda y Guerrilla Box”.